# 佐恩冰原島峰
74°58′S 72°49′W / 74.967°S 72.817°W
佐恩冰原島峰（英語：Zohn Nunataks），是南極洲的冰原島峰，位於帕爾默地，屬於格羅斯曼冰原島峰的一部分，海拔高度1,310米，美國地質調查局根據測量和該國海軍的空中照片繪入地圖，現時由南極條約體系管理。